# Редькино (городской округ Озёры)
Редькино — село в городском округе Озёры Московской области России.
До 2015 года относилось к сельскому поселению Клишинское, до муниципальной реформы 2006 года — центр Редькинского сельского округа. Население — 568 чел. (2010).

## География
Расположено в южной части района, примерно в 4,5 км к юго-западу от центра города Озёры, на правом берегу реки Оки. В селе 6 улиц — Гагарина, Заречная, Клубная, Садовая, Фабрика Ока и Школьная. Ближайшие населённые пункты — село Сеньково и деревня Люблино. Связано автобусным сообщением с городами Каширой и Озёры.

## Исторические сведения
В писцовых книгах XVI века упоминается «деревня Редкино, Игуменьево на реке на Оке» и «другое Редкино на реке на Оке», в XVIII веке значатся как сельцо Реткино Верхнее и деревня Реткина Нижняя, к концу XIX века — Редкино Верхнее и Редкино Нижнее, в дальнейшем превратившиеся в Большое Редькино и Малое Редькино.
В «Списке населённых мест» 1862 года Редкино Большое — владельческое сельцо 2-го стана Каширского уезда Тульской губернии по левую сторону Зарайской большой дороги (с севера на юг), в 20 верстах от уездного города, при реке Оке, с 21 двором и 246 жителями (123 мужчины, 123 женщины); Редкино Малое — владельческая деревня в 22 верстах от уездного города, при реке Оке, с 9 дворами и 108 жителями (49 мужчин, 59 женщин).
Постановлением президиума Каширского уездного исполнительного комитета 4 апреля 1923 года Каширский уезд включён в состав Московской губернии.
По материалам Всесоюзной переписи населения 1926 года Редькино Большое — центр Редькинского сельсовета Богатищевской волости Каширского уезда, проживало 394 жителя (174 мужчины, 220 женщин), насчитывалось 148 хозяйств, среди которых 90 крестьянских; Редькино малое — деревня Редькинского сельсовета, проживал 301 житель (131 мужчина, 170 женщин), велось 40 хозяйств.
Решением Московской областной думы от 17.06.98 № 9/21 деревни были объединены в село Редькино.

## Население
| 1859 | 1926 | 2002 | 2006 | 2010 |
| ---- | ---- | ---- | ---- | ---- |
| 354  | ↗695 | ↘621 | ↗627 | ↘568 |